# Meksyk na Letnich Igrzyskach Olimpijskich 2020
Meksyk na Letnich Igrzyskach Olimpijskich 2020 reprezentowało 160 zawodników: 95 mężczyzn i 65 kobiet. Był to 24 start reprezentacji Meksyku na letnich igrzyskach olimpijskich.

## Zdobyte medale[3]
| Medal | Zawodnik | Dyscyplina                                                   | Konkurencja               | Rezultat                                                                              | Data       |
| ----- | --- | ------------------------------------------------------------ | ------------------------- | ------------------------------------------------------------------------------------- | ---------- |
| Brąz  | Luis Álvarez, Alejandra Valencia | Łucznictwo                                                   | turniej mikstów           | W pojedynku o brązowy medal pokonali reprezentantów Turcji Mete Gazoz, Yasemin Anagöz | 24 lipca   |
| Brąz  | Gabriela Agúndez, Alejandra Orozco | Skoki do wody                                                | skoki z wieży 10 m kobiet | 299,70 pkt                                                                            | 27 lipca   |
| Brąz  | Aremi Fuentes | Podnoszenie ciężarów na Letnich Igrzyskach Olimpijskich 2020 | kategoria do 76 kg kobiet | 245 kg                                                                                | 1 sierpnia |
| Brąz  | Luis Malagón, Jorge Sánchez, César Montes, Jesús Angulo, Johan Vásquez, Vladimir Loroña, Luis Romo, Carlos Rodríguez, Henry Martín, Diego Lainez, Alexis Vega, Adrián Mora, Guillermo Ochoa, Érick Aguirre, Uriel Antuna, José Joaquín Esquivel, Sebastián Córdova, Eduardo Aguirre, Jesús Ricardo Angulo, Fernando Beltrán, Roberto Alvarado, Sebastián Jurado | Piłka nożna                                                  | turniej mężczyzn          | W meczu o brązowy medal pokonali reprezentację Japonii                                | 6 sierpnia |

## Skład kadry

### Badminton
| Zawodnik        | Konkurencja        | Faza grupowa                 | Faza grupowa                  | Faza grupowa     | Pozycja | 1/8              | Ćwierćfinały     | Półfinały        | Finał            | Finał   | Źródło            |
| Zawodnik        | Konkurencja        | Przeciwnik Wynik             | Przeciwnik Wynik              | Przeciwnik Wynik | Pozycja | Przeciwnik Wynik | Przeciwnik Wynik | Przeciwnik Wynik | Przeciwnik Wynik | Pozycja | Źródło            |
| --------------- | ------------------ | ---------------------------- | ----------------------------- | ---------------- | ------- | ---------------- | ---------------- | ---------------- | ---------------- | ------- | ----------------- |
| Lino Muñoz      | gra pojedyncza (m) | Ng Ka Long 0-2 (9-21, 10-21) | Cordón 0-2 (14-21, 12-21)     | N\A              | 3.      | NQ               | NQ               | NQ               | NQ               | 15.     | [ 4 ] [ 5 ] [ 6 ] |
| Haramara Gaitan | gra pojedyncza (k) | Kim Ga-eun 0-2 (14-21, 9-21) | Yeo Jia Min 0-2 (7-21, 10-21) | N\A              | 3.      | NQ               | NQ               | NQ               | NQ               | 15.     | [ 7 ] [ 5 ] [ 8 ] |

### Baseball
- Reprezentacja mężczyzn

| - Fabián Anguamea - Édgar Arredondo - Manny Bañuelos - Manny Barreda - Carlos Bustamante - Daniel Duarte (baseball) - Juan Pablo Oramas - Óliver Pérez - Teddy Stankiewicz - Fernando Salas - Sasagi Sánchez - César Vargas |  | - Alí Solís - Alexis Wilson - Danny Espinosa - Ryan Goins - Adrian Gonzalez - Efrén Navarro - Ramiro Peña - Isaac Rodríguez - José Cardona - Sebastián Elizalde - Jonathan Jones - Joey Meneses |

| Drużyna | Konkurencja | Faza grupowa     | Faza grupowa     | Faza grupowa | Pierwsza runda   | Druga runda      | Półfinał         | Finał            | Pozycja | Źródło       |
| Drużyna | Konkurencja | Przeciwnik Wynik | Przeciwnik Wynik | Pozycja      | Przeciwnik Wynik | Przeciwnik Wynik | Przeciwnik Wynik | Przeciwnik Wynik | Pozycja | Źródło       |
| ------- | ----------- | ---------------- | ---------------- | ------------ | ---------------- | ---------------- | ---------------- | ---------------- | ------- | ------------ |
| Meksyk  | mężczyźni   | Dominikana 0:1   | Japonia 4:7      | 3.           | Izrael 5:12      | NQ               | NQ               | NQ               | 6.      | [ 9 ] [ 10 ] |

### Boks
| Zawodnik         | Konkurencja             | 1/16             | 1/8              | Ćwierćfinał      | Półfinał         | Finał            | Finał   | Źródło |
| Zawodnik         | Konkurencja             | Przeciwnik Wynik | Przeciwnik Wynik | Przeciwnik Wynik | Przeciwnik Wynik | Przeciwnik Wynik | Miejsce | Źródło |
| ---------------- | ----------------------- | ---------------- | ---------------- | ---------------- | ---------------- | ---------------- | ------- | ------ |
| Rogelio Romero   | waga półciężka mężczyzn | Bye              | Plantić W 4-1    | López P 0-5      | NQ               | NQ               | 5.      | [ 11 ] |
| Esmeralda Falcón | waga lekka kobiet       | Nicoli P 0-5     | NQ               | NQ               | NQ               | NQ               | 17.     | [ 12 ] |
| Brianda Cruz     | waga półśrednia kobiet  | Bye              | Jones P 2-3      | NQ               | NQ               | NQ               | 9.      | [ 13 ] |

### Gimnastyka
Mężczyźni
| Zawodnik      | Konkurencja                 | Kwalifikacje | Kwalifikacje | Kwalifikacje | Kwalifikacje | Kwalifikacje | Kwalifikacje | Kwalifikacje | Kwalifikacje | Finał    | Finał    | Finał    | Finał    | Finał    | Finał    | Finał | Finał   | Źródło |
| Zawodnik      | Konkurencja                 | Przyrząd     | Przyrząd     | Przyrząd     | Przyrząd     | Przyrząd     | Przyrząd     | Razem        | Pozycja      | Przyrząd | Przyrząd | Przyrząd | Przyrząd | Przyrząd | Przyrząd | Razem | Pozycja | Źródło |
| Zawodnik      | Konkurencja                 | F            | PH           | R            | V            | PB           | HB           | Razem        | Pozycja      | F        | PH       | R        | V        | PB       | HB       | Razem | Pozycja | Źródło |
| ------------- | --------------------------- | ------------ | ------------ | ------------ | ------------ | ------------ | ------------ | ------------ | ------------ | -------- | -------- | -------- | -------- | -------- | -------- | ----- | ------- | ------ |
| Daniel Corral | wielobój indywidualnie      | 13,200       | 13,266       | 13,366       | 13,933       | 14,033       | 13,100       | 80,898       | 40.          | NQ       | NQ       | NQ       | NQ       | NQ       | NQ       | NQ    | NQ      | [ 14 ] |
| Daniel Corral | ćwiczenia wolne             | 13,200       | N/A          | N/A          | N/A          | N/A          | N/A          | 13,200       | 55.          | NQ       | NQ       | NQ       | NQ       | NQ       | NQ       | NQ    | NQ      | [ 14 ] |
| Daniel Corral | ćwiczenia na poręczach      | N/A          | N/A          | N/A          | N/A          | 14,033       | N/A          | 14,033       | 44.          | NQ       | NQ       | NQ       | NQ       | NQ       | NQ       | NQ    | NQ      | [ 14 ] |
| Daniel Corral | ćwiczenia na drążku         | N/A          | N/A          | N/A          | N/A          | N/A          | 13,100       | 13,100       | 45.          | NQ       | NQ       | NQ       | NQ       | NQ       | NQ       | NQ    | NQ      | [ 14 ] |
| Daniel Corral | ćwiczenia na koniu z łękami | N/A          | 13,266       | N/A          | N/A          | N/A          | N/A          | 13,266       | 40.          | NQ       | NQ       | NQ       | NQ       | NQ       | NQ       | NQ    | NQ      | [ 14 ] |
| Daniel Corral | ćwiczenia na kółkach        | N/A          | N/A          | 13,366       | N/A          | N/A          | N/A          | 13,366       | 43.          | NQ       | NQ       | NQ       | NQ       | NQ       | NQ       | NQ    | NQ      | [ 14 ] |

Kobiety
| Zawodniczka  | Konkurencja             | Kwalifikacje | Kwalifikacje | Kwalifikacje | Kwalifikacje | Kwalifikacje | Kwalifikacje | Finał     | Finał     | Finał     | Finał     | Finał  | Finał   | Źródło |
| Zawodniczka  | Konkurencja             | Przyrządy    | Przyrządy    | Przyrządy    | Przyrządy    | Razem        | Pozycja      | Przyrządy | Przyrządy | Przyrządy | Przyrządy | Razem  | Pozycja | Źródło |
| Zawodniczka  | Konkurencja             | V            | UB           | BB           | F            | Razem        | Pozycja      | V         | UB        | BB        | F         | Razem  | Pozycja | Źródło |
| ------------ | ----------------------- | ------------ | ------------ | ------------ | ------------ | ------------ | ------------ | --------- | --------- | --------- | --------- | ------ | ------- | ------ |
| Alexa Moreno | wielobój indywidualnie  | 14,833       | 12,566       | 11,066       | 12,333       | 50,798       | 55.          | NQ        | NQ        | NQ        | NQ        | NQ     | NQ      | [ 15 ] |
| Alexa Moreno | ćwiczenia na poręczach  | 12,566       | N/A          | N/A          | 12,566       | 59.          | N/A          | NQ        | NQ        | NQ        | NQ        | NQ     | NQ      | [ 15 ] |
| Alexa Moreno | ćwiczenia na równoważni | N/A          | N/A          | 11,066       | N/A          | 11,066       | 83.          | NQ        | NQ        | NQ        | NQ        | NQ     | NQ      | [ 15 ] |
| Alexa Moreno | ćwiczenia wolne         | N/A          | N/A          | N/A          | 12,333       | 12,333       | 60.          | NQ        | NQ        | NQ        | NQ        | NQ     | NQ      | [ 15 ] |
| Alexa Moreno | skoki                   | 14,633       | N/A          | N/A          | N/A          | 14,633       | 8.           | 14,716    | N/A       | N/A       | N/A       | 14,716 | 4.      | [ 15 ] |

### Gimnastyka artystyczna
| Zawodniczka  | Konkurencja            | Eliminacje | Eliminacje | Eliminacje | Eliminacje | Eliminacje | Finał  | Finał | Finał   | Finał   | Finał | Pozycja | Źródło |
| Zawodniczka  | Konkurencja            | Obręcz     | Piłka      | Maczugi    | Skakanka   | Razem      | Obręcz | Piłka | Maczugi | Wstążka | Razem | Pozycja | Źródło |
| ------------ | ---------------------- | ---------- | ---------- | ---------- | ---------- | ---------- | ------ | ----- | ------- | ------- | ----- | ------- | ------ |
| Rut Castillo | wielobój indywidualnie | 20,600     | 19,800     | 22,325     | 16,050     | 78,775     | NQ     | NQ    | NQ      | NQ      | NQ    | 22.     | [ 16 ] |

### Skoki na trampolinie
| Zawodnik      | Konkurencja | Eliminacje        | Eliminacje    | Eliminacje | Eliminacje | Eliminacje | Finał    | Finał     | Finał  | Finał  | Finał   | Finał   | Źródło |
| Zawodnik      | Konkurencja | Układ obowiązkowy | Układ dowolny | Kara       | Razem      | Pozycja    | Trudność | Wykonanie | Lot    | Kara   | Łącznie | Pozycja | Źródło |
| Zawodnik      | Konkurencja | Punkty            | Punkty        | Punkty     | Punkty     | Pozycja    | Punkty   | Punkty    | Punkty | Punkty | Punkty  | Pozycja | Źródło |
| ------------- | ----------- | ----------------- | ------------- | ---------- | ---------- | ---------- | -------- | --------- | ------ | ------ | ------- | ------- | ------ |
| Dafne Navarro | kobiety     | 46,685            | 53,165        |            | 99,850     | 8.         | 12,800   | 13,900    | 8,000  | 13,645 | 48,345  | 8.      | [ 17 ] |

### Golf
| Zawodnik      | Konkurencja | Runda 1 | Runda 2 | Runda 3 | Runda 4 | Łącznie | Łącznie | Łącznie | Źródło |
| Zawodnik      | Konkurencja | Wynik   | Wynik   | Wynik   | Wynik   | Wynik   | Par     | Pozycja | Źródło |
| ------------- | ----------- | ------- | ------- | ------- | ------- | ------- | ------- | ------- | ------ |
| María Fassi   | kobiety     | 73      | 70      | 68      | 68      | 279     | – 5     | 23.     | [ 18 ] |
| Gaby López    | kobiety     | 71      | 72      | 69      | 71      | 283     | – 1     | 38.     | [ 18 ] |
| Carlos Ortiz  | Mężczyźni   | 65      | 67      | 69      | 78      | 279     | – 5     | 42.     | [ 19 ] |
| Abraham Ancer | Mężczyźni   | 69      | 69      | 66      | 68      | 272     | – 12    | 14.     | [ 19 ] |

### Jeździectwo
Ujeżdżenie
| Zawodnik         | Koń                      | Konkurencja | Grand Prix | Grand Prix | Grand Prix Special | Grand Prix Special | Finał | Finał | Źródło               |
| Zawodnik         | Koń                      | Konkurencja | Wynik      | Poz.       | Wynik              | Poz.               | Wynik | Poz.  | Źródło               |
| ---------------- | ------------------------ | ----------- | ---------- | ---------- | ------------------ | ------------------ | ----- | ----- | -------------------- |
| Martha Del Valle | Ujeżdżenie indywidualnie | Beduino Lam | 64,876     | 51.        | NQ                 | NQ                 | NQ    | NQ    | [ 20 ] [ 21 ] [ 22 ] |

Skoki przez przeszkody
| Zawodnik                                        | Konkurencja   | Koń                       | Kwalifikacje | Kwalifikacje | Kwalifikacje | Kwalifikacje | Finał      | Finał       | Finał   | Pozycja | Źródło        |
| Zawodnik                                        | Konkurencja   | Koń                       | Kary         | Kary         | Łącznie      | Pozycja      | Kary       | Kary        | Łącznie | Pozycja | Źródło        |
| Zawodnik                                        | Konkurencja   | Koń                       | Przeszkody   | Limit czasu  | Łącznie      | Pozycja      | Przeszkody | Limit czasu | Łącznie | Pozycja | Źródło        |
| ----------------------------------------------- | ------------- | ------------------------- | ------------ | ------------ | ------------ | ------------ | ---------- | ----------- | ------- | ------- | ------------- |
| Enrique González                                | indywidualnie | Chacana                   | 4            | 4            | 8            | 44.          | NQ         | NQ          | NQ      | 44.     | [ 23 ] [ 24 ] |
| Eugenio Garza                                   | indywidualnie | Armani SL Z               | 8            | 1            | 9            | 47.          | NQ         | NQ          | NQ      | 47.     | [ 23 ] [ 24 ] |
| Manuel González                                 | indywidualnie | Hortensia van de Leeuwerk | 12           | 0            | 12           | 55.          | NQ         | NQ          | NQ      | 55.     | [ 23 ] [ 24 ] |
| Enrique González Eugenio Garza Patricio Pasquel | drużynowo     | Chacana Armani SL Z Babel | 1 EL 5       | 0            | 6+EL         | 16.          | NQ         | NQ          | NQ      | 16.     | [ 25 ] [ 26 ] |

### Judo
| Zawodnik             | Konkurencja | 1/8                 | Ćwierćfinał         | Półfinał            | Repasaże            | Finał / 3.miejsce   | Finał / 3.miejsce | Źródła |
| Zawodnik             | Konkurencja | Przeciwniczka Wynik | Przeciwniczka Wynik | Przeciwniczka Wynik | Przeciwniczka Wynik | Przeciwniczka Wynik | Pozycja           | Źródła |
| -------------------- | ----------- | ------------------- | ------------------- | ------------------- | ------------------- | ------------------- | ----------------- | ------ |
| Prisca Awiti Alcaraz | -63 kg (k)  | Gankhaich P 00-10   | NQ                  | NQ                  | NQ                  | NQ                  | 17.               | [ 27 ] |

### Kajakarstwo górskie
| Zawodnik      | Konkurencja | Eliminacje | Eliminacje | Eliminacje | Eliminacje | Eliminacje | Eliminacje | Półfinały | Półfinały | Finał | Finał   | Pozycja | Źródło |
| Zawodnik      | Konkurencja | P 1        | M.         | P 2        | M.         | Razem      | M.         | Czas      | Miejsce   | Czas  | Miejsce | Pozycja | Źródło |
| ------------- | ----------- | ---------- | ---------- | ---------- | ---------- | ---------- | ---------- | --------- | --------- | ----- | ------- | ------- | ------ |
| Sofía Reinoso | K-1 (m)     | 132,89     | 22.        | 143,19     | 26.        | 132,89     | 23.        | 136,34    | 21.       | NQ    | NQ      | 21.     | [ 28 ] |

### Kolarstwo

#### Kolarstwo szosowe
| Zawodnik        | Konkurencja                    | Czas    | Pozycja | Źródło |
| --------------- | ------------------------------ | ------- | ------- | ------ |
| Eder Frayre     | wyścig ze startu wspólnego (m) | 6:15:38 | 39.     | [ 29 ] |
| Lizbeth Salazar | wyścig ze startu wspólnego (k) |         |         | [ 30 ] |

#### Kolarstwo torowe
Sprint
| Zawodnik                     | Konkurencja       | Kwalifikacje  | Kwalifikacje    | Runda 1              | Repasaże 1 Runda          | Runda 2         | Repasaże 2 Runda | Runda 3         | Repasaże 3 Runda | Ćwierćfinały    | Półfinały                            | Finał           | Finał   | Źródło |
| Zawodnik                     | Konkurencja       | Czas Prędkość | Przeciwnik Czas | Pozycja              | Przeciwnik Czas           | Przeciwnik Czas | Przeciwnik Czas  | Przeciwnik Czas | Przeciwnik Czas  | Przeciwnik Czas | Przeciwnik Czas                      | Przeciwnik Czas | Pozycja | Źródło |
| ---------------------------- | ----------------- | ------------- | --------------- | -------------------- | ------------------------- | --------------- | ---------------- | --------------- | ---------------- | --------------- | ------------------------------------ | --------------- | ------- | ------ |
| Daniela Gaxiola              | indywidualnie (k) | 10,682 67,403 | 15.             | Zhong Tianshi 10,831 | Bao Shanju Bysowa 10,940  | NQ              | NQ               | NQ              | NQ               | NQ              | NQ                                   | NQ              | 18.     | [ 31 ] |
| Yuli Verdugo                 | indywidualnie (k) | 10,818 66,556 | 19.             | Starikowa 10,977     | McCulloch du Preez 11,235 | NQ              | NQ               | NQ              | NQ               | NQ              | NQ                                   | NQ              | 20.     | [ 31 ] |
| Yuli Verdugo Daniela Gaxiola | drużynowo (k)     | 33,097        | 5.              | NQ                   | NQ                        | NQ              | NQ               | NQ              | NQ               | NQ              | Rosyjski Komitet Olimpijski · 32,701 | Litwa · 33,168  | 6.      | [ 31 ] |

Keirin
| Zawodnik        | Konkurencja | Runda 1 | Repesaż | Ćwierćfinał | Półfinał | Finał   | Pozycja | Źródło |
| Zawodnik        | Konkurencja | Miejsce | Miejsce | Miejsce     | Miejsce  | Miejsce | Pozycja | Źródło |
| --------------- | ----------- | ------- | ------- | ----------- | -------- | ------- | ------- | ------ |
| Yuli Verdugo    | kobiety     | 5.      | 4.      | NQ.         | NQ.      | NQ.     | 23.     | [ 31 ] |
| Daniela Gaxiola | kobiety     | 2.      | N/A     | 3.          | 4.       | 5.      | 11.     | [ 31 ] |

#### Kolarstwo górskie
| Zawodnik          | Konkurencja       | Czas    | Pozycja | Źródło |
| ----------------- | ----------------- | ------- | ------- | ------ |
| Daniela Campuzano | cross-country (k) | 1:22:50 | 16.     | [ 32 ] |
| Gerardo Ulloa     | cross-country (m) | 1:30:57 | 23.     | [ 33 ] |

### Lekkoatletyka
Konkurencje biegowe
| Zawodnik                      | Konkurencja       | Eliminacje | Eliminacje | Półfinał | Półfinał | Finał   | Finał   | Źródło |
| Zawodnik                      | Konkurencja       | Wynik      | Miejsce    | Wynik    | Miejsce  | Wynik   | Miejsce | Źródło |
| ----------------------------- | ----------------- | ---------- | ---------- | -------- | -------- | ------- | ------- | ------ |
| Jesús Tonatiú López           | 800 m (m)         | 1:46,14    | 1.         | 1:44,77  | 3.       | NQ      | NQ      | [ 34 ] |
| José Luis Santana             | maraton (m)       | N/A        | N/A        | N/A      | N/A      | 2:21:32 | 56.     | [ 35 ] |
| Juan Pacheco                  | maraton (m)       | N/A        | N/A        | N/A      | N/A      | 2:23:41 | 65.     | [ 35 ] |
| Jesús Arturo Esparza          | maraton (m)       | N/A        | N/A        | N/A      | N/A      | 2:31:51 | 74.     | [ 35 ] |
| Andrés Olivas                 | chód na 20 km (m) | N/A        | N/A        | N/A      | N/A      | 1:22:46 | 11.     | [ 36 ] |
| Noel AlíChama                 | chód na 20 km (m) | N/A        | N/A        | N/A      | N/A      | 1:28:23 | 38.     | [ 36 ] |
| Jesús Tadeo Vega              | chód na 20 km (m) | N/A        | N/A        | N/A      | N/A      | 1:30:37 | 42.     | [ 36 ] |
| José Leyver Ojeda             | chód na 50 km (m) | N/A        | N/A        | N/A      | N/A      | 3:56:53 | 15.     | [ 37 ] |
| Horacio Nava                  | chód na 50 km (m) | N/A        | N/A        | N/A      | N/A      | 4:19:00 | 44.     | [ 37 ] |
| Isaac Palma                   | chód na 50 km (m) | N/A        | N/A        | N/A      | N/A      | DNF     | DNF     | [ 37 ] |
| Paola Morán                   | 400 m (k)         | 51,18      | 3.         | 51,06    | 5.       | NQ      | NQ      | [ 38 ] |
| Laura Galván                  | 1500 m (k)        | 4:08,15    | 12.        | NQ       | NQ       | NQ      | NQ      | [ 39 ] |
| Laura Esther Galván Rodríguez | 5000 m (k)        | 15:00,16   | 11.        | N/A      | N/A      | NQ      | NQ      | [ 40 ] |
| Úrsula Sánchez                | maraton (k)       | N/A        | N/A        | N/A      | N/A      | 2:45:45 | 64.     | [ 41 ] |
| Daniela Torres Huerta         | maraton (k)       | N/A        | N/A        | N/A      | N/A      | 2:47:15 | 65.     | [ 41 ] |
| Andrea Ramírez Limón          | maraton (k)       | N/A        | N/A        | N/A      | N/A      | DNF     | DNF     | [ 41 ] |
| Alegna González               | chód na 20 km (k) | N/A        | N/A        | N/A      | N/A      | 1:30:33 | 5.      | [ 42 ] |
| Valeria Ortuno                | chód na 20 km (k) | N/A        | N/A        | N/A      | N/A      | 1:41:50 | 47.     | [ 42 ] |
| Ilse Guerrero                 | chód na 20 km (k) | N/A        | N/A        | N/A      | N/A      | 1:45:47 | 51.     | [ 42 ] |

Konkurencje techniczne
| Zawodnik       | Konkurencja     | Kwalifikacje | Kwalifikacje | Finał | Finał   | Źródło |
| Zawodnik       | Konkurencja     | Wynik        | Miejsce      | Wynik | Miejsce | Źródło |
| -------------- | --------------- | ------------ | ------------ | ----- | ------- | ------ |
| Diego del Real | rzut młotem (m) | 75,17        | 15.          | NQ    | NQ      | [ 43 ] |
| Edgar Rivera   | skok wzwyż (m)  | 2,21         | 19.          | NQ    | NQ      | [ 44 ] |

### Łucznictwo
| Zawodnik                                  | Konkurencja       | Runda rankingowa | Runda rankingowa | 1/32              | 1/16               | 1/8                 | Ćwierćfinały         | Półfinały                | Finał                           | Finał   | Źródło               |
| Zawodnik                                  | Konkurencja       | Wynik            | Miejsce          | Przeciwnik Wynik  | Przeciwnik Wynik   | Przeciwnik Wynik    | Przeciwnik Wynik     | Przeciwnik Wynik         | Przeciwnik Wynik                | Pozycja | Źródło               |
| ----------------------------------------- | ----------------- | ---------------- | ---------------- | ----------------- | ------------------ | ------------------- | -------------------- | ------------------------ | ------------------------------- | ------- | -------------------- |
| Luis Álvarez                              | indywidualnie (m) | 662              | 18.              | Furukawa P 3-7    | NQ                 | NQ                  | NQ                   | NQ                       | NQ                              | 33.     | [ 45 ] [ 46 ] [ 47 ] |
| Alejandra Valencia                        | indywidualnie (k) | 674              | 4.               | Kazłouskaja W 6-0 | Dziominskaja W 7-3 | Barbelin W 6-0      | Brown P 5-6          | NQ                       | NQ                              | 5.      | [ 48 ] [ 49 ] [ 50 ] |
| Aída Román                                | indywidualnie (k) | 665              | 6.               | Elwalid W 6-2     | Pitman P 2-6       | NQ                  | NQ                   | NQ                       | NQ                              | 17.     | [ 48 ] [ 49 ] [ 50 ] |
| Ana Vázquez                               | indywidualnie (k) | 637              | 32.              | dos Santos P 4-6  | NQ                 | NQ                  | NQ                   | NQ                       | NQ                              | 33.     | [ 48 ] [ 49 ] [ 50 ] |
| Alejandra Valencia Aída Román Ana Vázquez | drużynowo (k)     | 1976             | 2.               | N/A               | N/A                | Bye                 | Niemcy · P 2-6       | NQ                       | NQ                              | 6.      | [ 51 ] [ 52 ]        |
| Luis Álvarez Alejandra Valencia           | mikst             | 1336             | 4.               | N/A               | N/A                | Unruh Kroppen W 6-2 | Huston Bettles W 6-0 | Kim Je-deok An San P 1-5 | Mete Gazoz Yasemin Anagöz W 6-2 | brąz    | [ 53 ] [ 54 ]        |

### Pięciobój nowoczesny
| Zawodnik        | Konkurencja | Szermierka      | Szermierka | Szermierka | Pływanie | Pływanie | Pływanie | Jazda konna | Jazda konna | Kombinacja: strzelanie/bieg przełajowy | Kombinacja: strzelanie/bieg przełajowy | Kombinacja: strzelanie/bieg przełajowy | Suma punktów | Pozycja | Źródło |
| Zawodnik        | Konkurencja | Wynik (wygrane) | M.         | Punkty     | Czas     | M.       | Punkty   | M.          | Punkty      | Czas                                   | M.                                     | Punkty                                 | Suma punktów | Pozycja | Źródło |
| --------------- | ----------- | --------------- | ---------- | ---------- | -------- | -------- | -------- | ----------- | ----------- | -------------------------------------- | -------------------------------------- | -------------------------------------- | ------------ | ------- | ------ |
| Mayan Oliver    | kobiety     | 16              | 22.        | 196        | 2:24,16  | 32.      | 262      | 10.         | 293         | 12:21,48                               | 12.                                    | 559                                    | 1310         | 15.     | [ 55 ] |
| Mariana Arceo   | kobiety     | 15              | 29.        | 184        | 2:16,65  | 23.      | 277      | 14.         | 293         | 12:32,16                               | 16.                                    | 548                                    | 1302         | 16.     | [ 55 ] |
| Duilio Carrillo | mężczyźni   | 17              | 20.        | 202        | 2:04,08  | 21.      | 302      | EL          | 0           | 11:31,68                               | 22.                                    | 609                                    | 1113         | 33.     | [ 56 ] |
| Álvaro Sandoval | mężczyźni   | 11              | 31.        | 167        | 2:02,52  | 17.      | 305      | EL          | 0           | 11:26,30                               | 21.                                    | 614                                    | 1086         | 35.     | [ 56 ] |

### Piłka nożna
- Reprezentacja mężczyzn

| - Luis Malagón - Jorge Sánchez - César Montes - Jesús Angulo - Johan Vásquez - Vladimir Loroña - Luis Romo - Carlos Rodríguez - Henry Martín - Diego Lainez - Alexis Vega |  | - Adrián Mora - Guillermo Ochoa - Érick Aguirre - Uriel Antuna - José Joaquín Esquivel - Sebastián Córdova - Eduardo Aguirre - Jesús Ricardo Angulo - Fernando Beltrán - Roberto Alvarado - Sebastián Jurado |

| Drużyna | Konkurencja      | Faza grupowa     | Faza grupowa     | Faza grupowa          | Faza grupowa | Ćwierćfinały         | Półfinały        | Finał mecz o 3. miejsce | Pozycja | Źródło |
| Drużyna | Konkurencja      | Przeciwnik Wynik | Przeciwnik Wynik | Przeciwnik Wynik      | Pozycja      | Przeciwnik Wynik     | Przeciwnik Wynik | Przeciwnik Wynik        | Pozycja | Źródło |
| ------- | ---------------- | ---------------- | ---------------- | --------------------- | ------------ | -------------------- | ---------------- | ----------------------- | ------- | ------ |
| Meksyk  | turniej mężczyzn | Francja 4:1      | Japonia 1:2      | Południowa Afryka 3:0 | 2.           | Korea Południowa 6:3 | Brazylia 1:4     | Japonia 3:1             | brąz    | [ 58 ] |

### Pływanie
| Zawodnik            | Konkurencja          | Eliminacje | Eliminacje | Półfinał | Półfinał | Finał     | Finał   | Źródło               |
| Zawodnik            | Konkurencja          | Czas       | Miejsce    | Czas     | Miejsce  | Czas      | Miejsce | Źródło               |
| ------------------- | -------------------- | ---------- | ---------- | -------- | -------- | --------- | ------- | -------------------- |
| Gabriel Castaño     | 50 m dowolnym (m)    | 22,32      | 30.        | NQ       | NQ       | NQ        | NQ      | [ 59 ] [ 60 ] [ 61 ] |
| José Ángel Martínez | 200 m zmiennym (m)   | 2:01,34    | 38.        | NQ       | NQ       | NQ        | NQ      | [ 62 ] [ 63 ] [ 64 ] |
| Daniel Delgadillo   | 10 km (m)            | N/A        | N/A        | N/A      | N/A      | 1:53:14,4 | 17.     | [ 65 ]               |
| Melissa Rodríguez   | 100 m klasycznym (k) | 1:08,76    | 30.        | NQ       | NQ       | NQ        | NQ      | [ 66 ] [ 67 ] [ 68 ] |
| Melissa Rodríguez   | 200 m klasycznym (k) | 2:26,87    | 24.        | NQ       | NQ       | NQ        | NQ      | [ 69 ] [ 70 ] [ 71 ] |

### Pływanie synchroniczne
| Zawodnik                     | Konkurencja | Eliminacje       | Eliminacje    | Eliminacje | Eliminacje | Finał            | Finał         | Finał    | Finał   | Źródło               |
| Zawodnik                     | Konkurencja | Runda techniczna | Runda dowolna | Razem      | Miejsce    | Runda techniczna | Runda dowolna | Razem    | Miejsce | Źródło               |
| Zawodnik                     | Konkurencja | Punkty           | Punkty        | Punkty     | Miejsce    | Punkty           | Punkty        | Punkty   | Miejsce | Źródło               |
| ---------------------------- | ----------- | ---------------- | ------------- | ---------- | ---------- | ---------------- | ------------- | -------- | ------- | -------------------- |
| Nuria Diosdado Joana Jiménez | Duety       | 86,5333          | 86,6190       | 173,1523   | 12.        | 86,6190          | 86,5667       | 173,1857 | 12.     | [ 72 ] [ 73 ] [ 74 ] |

### Podnoszenie ciężarów
| Zawodnik           | Konkurencja     | Rwanie | Rwanie  | Podrzut | Podrzut | Razem  | Pozycja | Źródło |
| Zawodnik           | Konkurencja     | Wynik  | Pozycja | Wynik   | Pozycja | Razem  | Pozycja | Źródło |
| ------------------ | --------------- | ------ | ------- | ------- | ------- | ------ | ------- | ------ |
| Jonathan Munoz     | -67 kg mężczyzn | 135 kg | 8.      | 163 kg  | 10.     | 298 kg | 10.     | [ 75 ] |
| Jorge Cárdenas     | -73 kg mężczyzn | 145 kg | 10.     | 175 kg  | 10.     | 320 kg | 11.     | [ 75 ] |
| Ana Gabriela López | -55 kg kobiet   | 90 kg  | 6.      | 105 kg  | 9.      | 195 kg | 9.      | [ 75 ] |
| Aremi Fuentes      | -76 kg kobiet   | 108 kg | 4.      | 137 kg  | 3.      | 245 kg | brąz    | [ 75 ] |

### Siatkówka plażowa
| Zawodnik                      | Konkurencja | Faza grupowa                                      | Faza grupowa                                | Faza grupowa                    | Pozycja | Plat-off         | 1/8                              | Ćwierćfinały     | Półfinały        | Finał            | Finał   | Źródło |
| Zawodnik                      | Konkurencja | Przeciwnik Wynik                                  | Przeciwnik Wynik                            | Przeciwnik Wynik                | Pozycja | Przeciwnik Wynik | Przeciwnik Wynik                 | Przeciwnik Wynik | Przeciwnik Wynik | Przeciwnik Wynik | Pozycja | Źródło |
| ----------------------------- | ----------- | ------------------------------------------------- | ------------------------------------------- | ------------------------------- | ------- | ---------------- | -------------------------------- | ---------------- | ---------------- | ---------------- | ------- | ------ |
| Josué Gaxiola José Luis Rubio | mężczyzni   | Krasilnikow Stojanowski 1:2 (26:24, 15:21, 16:18) | Perušič Schweiner 1:2 (21:17, 16:21, 14:16) | Pļaviņš Točs 2:0 (21:18, 21:16) | 3.      | N/A              | Cerutti Filho 0:2 (14:21, 13:21) | NQ               | NQ               | NQ               | 9.      | [ 76 ] |

### Skoki do wody
| Zawodnik                                  | Konkurencja                       | Preeliminacje | Preeliminacje | Półfinał | Półfinał | Finał  | Finał   | Źródło               |
| Zawodnik                                  | Konkurencja                       | Punkty        | Miejsce       | Punkty   | Miejsce  | Punkty | Miejsce | Źródło               |
| ----------------------------------------- | --------------------------------- | ------------- | ------------- | -------- | -------- | ------ | ------- | -------------------- |
| Rommel Pacheco                            | trampolina 3 m indywidualnie (m)  | 479,25        | 3.            | 437,65   | 6.       | 428,75 | 6.      | [ 77 ] [ 78 ] [ 79 ] |
| Osmar Olvera                              | trampolina 3 m indywidualnie (m)  | 442,45        | 9.            | 384,80   | 14.      | NQ     | NQ      | [ 77 ] [ 78 ] [ 79 ] |
| Andrés Villareal                          | wieża 10 m indywidualnie (m)      | 410,30        | 9.            | 405,55   | 11.      | 381,75 | 12.     | [ 80 ] [ 81 ] [ 82 ] |
| Iván García                               | wieża 10 m indywidualnie (m)      | 316,95        | 24.           | NQ       | NQ       | NQ     | NQ      | [ 80 ] [ 81 ] [ 82 ] |
| Yahel Castillo Juan Celaya                | trampolina 3 m synchronicznie (m) | N/A           | N/A           | N/A      | N/A      | 400,14 | 4.      | [ 83 ]               |
| José Balleza Kevin Berlín                 | wieża 10 m synchronicznie (m)     | N/A           | N/A           | N/A      | N/A      | 407,31 | 4.      | [ 84 ]               |
| Aranza Vázquez                            | trampolina 3 m indywidualnie (k)  | 294,30        | 8.            | 318,60   | 4.       | 303,45 | 6.      | [ 85 ] [ 86 ] [ 87 ] |
| Arantxa Chávez                            | trampolina 3 m indywidualnie (k)  | 190,35        | 27.           | NQ       | NQ       | NQ     | NQ      | [ 85 ] [ 86 ] [ 87 ] |
| Gabriela Agúndez                          | wieża 10 m indywidualnie (k)      | 297,65        | 12.           | 337,30   | 4.       | 358,50 | 4.      | [ 88 ] [ 89 ] [ 90 ] |
| Alejandra Orozco                          | wieża 10 m indywidualnie (k)      | 308,10        | 9.            | 301,40   | 12.      | 322,05 | 6.      | [ 88 ] [ 89 ] [ 90 ] |
| Dolores Hernandez Monzon Carolina Mendoza | trampolina 3 m synchronicznie (k) | N/A           | N/A           | N/A      | N/A      | 275,10 | 4.      | [ 91 ]               |
| Gabriela Agúndez Alejandra Orozco         | wieża 10 m synchronicznie (k)     | N/A           | N/A           | N/A      | N/A      | 299,70 | brąz    | [ 92 ]               |

### Softball
- Reprezentacja kobiet

| - Danielle O'Toole - Dallas Escobedo - Taylor McQuillin - Sierra Hyland - Sashel Palacios - Brittany Cervantes - Sydney Romero - Tori Vidales |  | - Chelsea Gonzales - Anissa Urtez - Amanda Sánchez - Suzy Brookshire - Nicole Mendes - Tatyana Forbes - Stefanía Aradillas |

| Drużyna | Konkurencja | Faza grupowa     | Faza grupowa     | Faza grupowa          | Faza grupowa     | Faza grupowa     | Faza grupowa | Finał            | Pozycja | Źródło        |
| Drużyna | Konkurencja | Przeciwnik Wynik | Przeciwnik Wynik | Przeciwnik Wynik      | Przeciwnik Wynik | Przeciwnik Wynik | Pozycja      | Przeciwnik Wynik | Pozycja | Źródło        |
| ------- | ----------- | ---------------- | ---------------- | --------------------- | ---------------- | ---------------- | ------------ | ---------------- | ------- | ------------- |
| Meksyk  | kobiety     | Kanada 0:4       | Japonia 2:3      | Stany Zjednoczone 0:2 | Włochy 5:0       | Australia 4:1    | 4.           | Kanada 2:3       | 4.      | [ 93 ] [ 94 ] |

### Strzelectwo
| Zawodnik                       | Konkurencja                         | Kwalifikacje | Kwalifikacje | Finał | Finał   | Źródło                  |
| Zawodnik                       | Konkurencja                         | Wynik        | Pozycja      | Wynik | Pozycja | Źródło                  |
| ------------------------------ | ----------------------------------- | ------------ | ------------ | ----- | ------- | ----------------------- |
| Edson Ramírez                  | karabin pneumatyczny (m)            | 625,9        | 18.          | NQ    | NQ      | [ 95 ] [ 96 ]           |
| José Luis Sánchez              | karabin małokalibrowy 3 postawy (m) | 1154-48x     | 33.          | NQ    | NQ      | [ 97 ] [ 98 ]           |
| Alejandra Ramírez              | trap (k)                            | 116          | 13.          | NQ    | NQ      | [ 99 ] [ 100 ]          |
| Gabriela Rodríguez             | skeet (k)                           | 118          | 12.          | NQ    | NQ      | [ 101 ] [ 102 ]         |
| Jorge Orozco                   | trap (m)                            | 122+17       | 6.           | 28    | 4.      | [ 103 ] [ 104 ]         |
| Alejandra Ramírez Jorge Orozco | trap mikst                          | 138          | 15.          | NQ    | NQ      | [ 105 ] [ 106 ] [ 107 ] |

### Szermierka
| Zawodnik        | Konkurencja              | 1/32                  | 1/16             | 1/8              | Ćwierćfinały     | Półfinały        | Finał/o 3. miejsce | Finał/o 3. miejsce | Źródło  |
| Zawodnik        | Konkurencja              | Przeciwnik Wynik      | Przeciwnik Wynik | Przeciwnik Wynik | Przeciwnik Wynik | Przeciwnik Wynik | Przeciwnik Wynik   | Pozycja            | Źródło  |
| --------------- | ------------------------ | --------------------- | ---------------- | ---------------- | ---------------- | ---------------- | ------------------ | ------------------ | ------- |
| Diego Cervantes | floret indywidualnie (m) | Huang Mengkai W 15-12 | Lefort P 11-15   | NQ               | NQ               | NQ               | NQ                 | 32.                | [ 108 ] |

### Taekwondo
| Zawodnik        | Konkurencja     | 1/8              | Ćwierćfinał      | Półfinał         | Repesaż          | Finał/3.miejsce  | Finał/3.miejsce | Źródło  |
| Zawodnik        | Konkurencja     | Przeciwnik Wynik | Przeciwnik Wynik | Przeciwnik Wynik | Przeciwnik Wynik | Przeciwnik Wynik | Pozycja         | Źródło  |
| --------------- | --------------- | ---------------- | ---------------- | ---------------- | ---------------- | ---------------- | --------------- | ------- |
| Carlos Sansores | +80 kg mężczyzn | Šapina P 4-6     | NQ               | NQ               | NQ               | NQ               | 11.             | [ 109 ] |
| Ivan Šapina     | +67 kg kobiet   | Laurin P 3-21    | NQ               | NQ               | NQ               | NQ               | 11.             | [ 110 ] |

### Tenis ziemny
| Zawodnik                      | Konkurencja | Pierwsza runda       | Druga runda                         | Trzecia runda    | Ćwierćfinały     | Półfinały        | Finał            | Finał   | Źródło  |
| Zawodnik                      | Konkurencja | Przeciwnik Wynik     | Przeciwnik Wynik                    | Przeciwnik Wynik | Przeciwnik Wynik | Przeciwnik Wynik | Przeciwnik Wynik | Pozycja | Źródło  |
| ----------------------------- | ----------- | -------------------- | ----------------------------------- | ---------------- | ---------------- | ---------------- | ---------------- | ------- | ------- |
| Renata Zarazúa                | singiel (k) | Doi P 0-2 (3:6, 2:6) | NQ                                  | NQ               | NQ               | NQ               | NQ               | 33.     | [ 111 ] |
| Giuliana Olmos Renata Zarazúa | debel (k)   | N/A                  | Badosa Tormo P 1-2 (2:6, 7:6, 7:10) | NQ               | NQ               | NQ               | NQ               | 17.     | [ 112 ] |

### Triathlon
| Zawodnik                                                   | Konkurencja | Pływanie                | Zmiana 1            | Jazda na rowerze        | Zmiana 2            | Bieg                    | Czas    | Pozycja | Źródło  |
| ---------------------------------------------------------- | ----------- | ----------------------- | ------------------- | ----------------------- | ------------------- | ----------------------- | ------- | ------- | ------- |
| Cecilia Pérez                                              | kobiety     | 20:05                   | 0:44                | DNF                     | DNF                 | DNF                     | DNF     | DNF     | [ 113 ] |
| Claudia Rivas                                              | kobiety     | DNF                     | DNF                 | DNF                     | DNF                 | DNF                     | DNF     | DNF     | [ 113 ] |
| Crisanto Grajales                                          | mężczyźni   | 18:23                   | 0:41                | 57:52                   | 0:34                | 31:06                   | 1:48:36 | 31.     | [ 114 ] |
| Irving Pérez                                               | mężczyźni   | 18:06                   | 0:38                | 1:01:14                 | 0:30                | 33:34                   | 1:54:02 | 46.     | [ 114 ] |
| Cecilia Pérez Crisanto Grajales Claudia Rivas Irving Pérez | sztafeta    | 04:00 04:02 04:28 04:08 | 0:39 0:35 0:43 0:37 | 10:27 09:48 10:57 10:20 | 0:33 0:30 0:38 0:29 | 07:00 05:47 07:08 06:04 | 1:28:53 | 16.     | [ 115 ] |

### Wioślarstwo
| Zawodnik      | Konkurencja | Eliminacje | Eliminacje | Repasaż | Repasaż | Ćwierćfinały | Ćwierćfinały | Półfinały | Półfinały       | Finał   | Finał      | Miejsce | Źródło  |
| Zawodnik      | Konkurencja | Czas       | M.         | Czas    | M.      | Czas         | M.           | Czas      | M.              | Czas    | M.         | Miejsce | Źródło  |
| ------------- | ----------- | ---------- | ---------- | ------- | ------- | ------------ | ------------ | --------- | --------------- | ------- | ---------- | ------- | ------- |
| Kenia Lechuga | W1x         | 7:54,21    | 2.         | N/A     | N/A     | 8:09,29      | 4.           | 7:33,72   | 1. Półfinał C/D | 7:43,55 | 4. Finał A | 16.     | [ 116 ] |

### Zapasy
| Zawodnik      | Konkurencja                    | Kwalifikacje     | 1/8              | Ćwierćfinał      | Półfinał         | Repesaż 1        | Finał            | Finał   | Źródło  |
| Zawodnik      | Konkurencja                    | Przeciwnik Wynik | Przeciwnik Wynik | Przeciwnik Wynik | Przeciwnik Wynik | Przeciwnik Wynik | Przeciwnik Wynik | Pozycja | Źródło  |
| ------------- | ------------------------------ | ---------------- | ---------------- | ---------------- | ---------------- | ---------------- | ---------------- | ------- | ------- |
| Alfonso Leyva | -77 kg mężczyzn styl klasyczny | N/A              | Czechirkin P 0-7 | NQ               | NQ               | NQ               | NQ               | 15.     | [ 117 ] |
| Alma Valencia | -57 kg kobiet styl wolny       | N/A              | Kobłowa P 2-5    | NQ               | NQ               | NQ               | NQ               | 11.     | [ 118 ] |

### Żeglarstwo
| Zawodnik          | Konkurencja  | Wyścig | Wyścig | Wyścig | Wyścig | Wyścig | Wyścig | Wyścig | Wyścig | Wyścig | Wyścig | Wyścig | Wyścig | Wyścig | Punkty | Finałowa pozycja | Źródło  |
| Zawodnik          | Konkurencja  | 1      | 2      | 3      | 4      | 5      | 6      | 7      | 8      | 9      | 10     | 11     | 12     | M*     | Punkty | Finałowa pozycja | Źródło  |
| ----------------- | ------------ | ------ | ------ | ------ | ------ | ------ | ------ | ------ | ------ | ------ | ------ | ------ | ------ | ------ | ------ | ---------------- | ------- |
| Elena Oetling     | Laser Radial | 41     | 21     | 31     | 19     | 23     | 7      | 19     | 32     | 43     | 28     | N/A    | N/A    | NQ     | 221    | 32.              | [ 119 ] |
| Demita Vega       | RS:X         | 26     | 16     | 15     | 22     | 22     | 19     | 19     | 10     | 20     | 13     | 28 UFD | 13     | NQ     | 195    | 18.              | [ 120 ] |
| Juan Pérez        | Finn         | 19     | 17     | 16     | 16     | 17     | 17     | 17     | 16     | 14     | 15     | N/A    | N/A    | NQ     | 145    | 17.              | [ 121 ] |
| Ignacio Berenguer | RS:X         | 25     | 22     | 18     | 18     | 26 DNF | 26 DNF | 22     | 23     | 20     | 13     | 23     | 22     | NQ     | 232    | 23.              | [ 122 ] |

M – Wyścig medalowy